# Diocesi di Tabe
La diocesi di Tabe (in latino: Dioecesis Tabena) è una sede soppressa del patriarcato di Costantinopoli e una sede titolare della Chiesa cattolica.

## Storia
Tabe, identificabile con Tavas nell'odierna Turchia, è un'antica sede episcopale della provincia romana della Caria nella diocesi civile di Asia. Faceva parte del patriarcato di Costantinopoli ed era suffraganea dell'arcidiocesi di Stauropoli.
La diocesi è documentata nelle Notitiae Episcopatuum del patriarcato di Costantinopoli fino al XII secolo.
Le Quien attribuisce a Tabe tre vescovi: Ruffino, che partecipò al concilio di Efeso del 431; Severo, che intervenne al secondo concilio di Costantinopoli nel 553; e Basilio, che prese parte al secondo concilio di Nicea nel 787. È documentata l'esistenza di un vescovo di Tabe, il cui nome è ignoto, vissuto all'epoca del patriarca Alessio I Studita (1025-1043).
Dal XIX secolo Tabe è annoverata tra le sedi vescovili titolari della Chiesa cattolica; dal 14 agosto 2015 il vescovo titolare è Paolo Bizzeti, S.I., già vicario apostolico dell'Anatolia.

## Cronotassi

### Vescovi greci
- Ruffino † (menzionato nel 431)
- Severo † (menzionato nel 553)
- Basilio † (menzionato nel 787)
- Anonimo † (all'epoca del patriarca Alessio I Studita)

### Vescovi titolari
- Adelrich (Alois von der heiligen Maria) Benziger, O.C.D. † (17 luglio 1900 - 16 agosto 1905 succeduto vescovo di Quilon)
- Manoel Antônio de Oliveira Lopes † (25 gennaio 1908 - 26 novembre 1910 nominato vescovo dell'Alagôas)
- Jean-Marie-Alexandre Morice † (22 giugno 1914 - 19 agosto 1934 deceduto)
- Assuero Teofano Bassi, S.X. † (28 gennaio 1935 - 11 aprile 1946 nominato vescovo di Luoyang)
- Édouard Jetté † (3 gennaio 1948 - 30 gennaio 1988 deceduto)
- Gerard Paul Bergie (11 luglio 2005 - 14 settembre 2010 nominato vescovo di Saint Catharines)
- Wilson Luís Angotti Filho (4 maggio 2011 - 15 aprile 2015 nominato vescovo di Taubaté)
- Paolo Bizzeti, S.I., dal 14 agosto 2015